# Philippines aux Jeux olympiques d'été de 2012
 (août 2016).
Les Philippines participent aux Jeux olympiques d'été de 2012 à Londres au Royaume-Uni du 27 juillet au 12 août 2012. Il s'agit de leur 20e participation à des Jeux olympiques d'été.

## Cyclisme

### BMX
| Athlète       | Compétition | Qualifications | Qualifications | Quarts de finale | Quarts de finale | Demi-finales | Demi-finales | Finale   | Finale |
| Athlète       | Compétition | Résultat       | Rang           | Résultat         | Rang             | Résultat     | Rang         | Résultat | Rang   |
| ------------- | ----------- | -------------- | -------------- | ---------------- | ---------------- | ------------ | ------------ | -------- | ------ |
| Daniel Caluag | BMX hommes  |                |                |                  |                  |              |              |          |        |

## Judo
| Athlète          | Compétition           | 1/16 de finale      | 1/8 de finale       | Quarts de finale    | Demi-finales        | Repêchage 1         | Repêchage 2         | Finale              | Finale |
| Athlète          | Compétition           | Adversaire Résultat | Adversaire Résultat | Adversaire Résultat | Adversaire Résultat | Adversaire Résultat | Adversaire Résultat | Adversaire Résultat | Rang   |
| ---------------- | --------------------- | ------------------- | ------------------- | ------------------- | ------------------- | ------------------- | ------------------- | ------------------- | ------ |
| Tomohiko Hoshina | Plus de 100 kg hommes |                     |                     |                     |                     |                     |                     |                     |        |

## Tir
| Athlète       | Compétition  | Qualification | Qualification | Finale | Finale |
| Athlète       | Compétition  | Points        | Rang          | Points | Rang   |
| ------------- | ------------ | ------------- | ------------- | ------ | ------ |
| Brian Rosario | Skeet hommes |               |               |        |        |

## Tir à l'arc
| Athlète       | Compétition       | Tour préliminaire | Tour préliminaire | 1er tour         | 2e tour          | 3e tour          | Quarts de finale | Demi-finales     | Finale           | Finale |
| Athlète       | Compétition       | Score             | Rang              | Adversaire Score | Adversaire Score | Adversaire Score | Adversaire Score | Adversaire Score | Adversaire Score | Rang   |
| ------------- | ----------------- | ----------------- | ----------------- | ---------------- | ---------------- | ---------------- | ---------------- | ---------------- | ---------------- | ------ |
| Mark Javier   | Individuel hommes |                   |                   |                  |                  |                  |                  |                  |                  |        |
| Rachel Cabral | Individuel femmes |                   |                   |                  |                  |                  |                  |                  |                  |        |